# Bi Bułka
Bi Bułka - seria komiksów autorstwa Rafała Tomczaka "Otoczaka", która ukazywała się m.in. w magazynach Ziniol oraz Maszin. Od 2007 roku nakładem wydawnictw Timof i cisi wspólnicy oraz Ważka ukazują się albumy z przygodami Bi Bułki.
Seria opowiada o przygodach tytułowego Bi Bułki - mistrza rachowania oraz Białaska - mistrza zapamiętywania, którzy na zlecenie Rafała Otoczaka, przemierzają krainę jego jaźni dokonując pierwszego w jej historii spisu powszechnego.

## Albumy
- Bi Bułka i otoczka otoczaka wyd. Timof i cisi wspólnicy 2007r[1].
- Bi Bułka i pierogi ruskie  wyd. Timof i cisi wspólnicy 2009r.[2]
- Bi Bułka i Profesor Sztuka  wyd. Ważka 2012r.[3]